# Bouéni
Bouéni és un municipi francès, situat a la col·lectivitat d'ultramar de Mayotte. El 2007 tenia 5.296 habitants. Està formada per set viles: Bouéni, Moinatrindri, Hagnoundrou, Majiméoni, Mzouazia, Bambo-Ouest i Mbouanatsa. El 2008 l'alcalde era Ali Hadhuri.